# غابرييل بيكر
غابرييل بيكر (بالألمانية: Gabriele Becker)‏ هي منافسة ألعاب القوى ألمانية، ولدت في 17 أغسطس 1975 في ماربورغ في ألمانيا.

## وصلات خارجية
- غابرييل بيكر على موقع الاتحاد الدولي لألعاب القوى (الإنجليزية)